# IMZ・ウラル
IMZ-ウラル(英: IMZ-URAL, 露: ИМЗ-УРАЛ)は、ロシアのIMZ社(英:Irbit Motorcycle Plant 露:Ирбитский мотоциклетный завод[Irbitskiy Mototsikletniy Zavod])が製造しているオートバイおよびサイドカーのブランドである。
本来サイドカーのバイク部分を「本車」というが、言語表現上「当該車種」の意味においても「本車」と表現するため、以下本文便宜上、バイク部分を「単車」と表現している。

## 概要
IMZ-ウラルは第二次世界大戦にドイツ軍が使用していたBMW R 71型のコピーバイクが源流で、製造元のIMZ社もこの事実を認めている。IMZ社が最初期に製造した「ウラル」の名を冠する以前の車種であるIMZ-M72型や、その改良型から現在に至るまでの車種なども、基本的なエンジン設計はBMW-R71や、その後継車種BMW-R75の水平対向二気筒エンジンの発展改良型である。
IMZ社の製造する製品は、最新鋭のテクノロジーを駆使したスピードやパワーを重視するオートバイというよりも、懐古主義的かつミリタリー指向の強いオートバイとして世界中から需要がある。また、自社製のサイドカーを主力商品として展開していて、他のサイドカーメーカーの製品よりも安価である。日本ではマイナーなオートバイであるが、本シリーズは世界で320万台余もの販売実績を持っており、2007年現在、世界で最も多く稼動するサイドカーの一つでもある。
ロシア国内はもとより、輸出される際も、各国代理店へ大まかなパーツごとコンテナ納品され、代理店毎で組み立てて販売されているものが多い。従って、国毎、代理店毎でその車体販売構成や仕様が大幅に違う場合もあるという、かなり自由度の高い販売形態をとっている。物によっては個人の選択でキット販売として、パーツコンテナごと販売を行っている場合もある。特に特徴的なもので、かつての総代理店であった、サクマエンジニアリングの仕様では、日本の気候に合わせてキャブレターを交換、電装系を日本製のものに変更、希望によっては外部に自動車用バッテリーを搭載するなどの改造を行うなどして販売していた。その他、サイドカー用の単車部をソロモデルとして販売したり、一部部品を本家BMW用のものにして部品を強化（コピーバイクであるがために可能な部品もある）して販売するような代理店もある。こういう形で販売を行っているために実際は上記に記したモデル以上に多くのバリエーションが代理店毎に存在する。そのため購入するときは希望する仕様を販売店などと相談することが推奨されている。

## 車両解説
現在、IMZ社は、ロシア民主化による民営化以降、対外的な屋号を「ウラルモト社」としている（ただし、生産工場であるIMZの名称も併用しているようなので、販売部門と生産部門とで管轄が違うようである。このあたりの管轄部門で名称が異なるのは同じ製品を多くの種別の施設工場で生産していたという旧共産国ではよくある事情からくるもので、旧共産国では別段珍しいことではない）そしてその販売、生産する「ウラル」は、現在では主にサイドカーとしてその名をはせている。本車の特徴は、軍用サイドカーの設計をそのまま民需製品に転用していることであり、そのフレームなどの設計に近代的な設計変更はあるにしろ、そのデザインラインはIMZ-M72型サイドカーの基本設計をいまもって踏襲している。現在でも本車を軍用車両として配備している国もあるので、基本的に本車は本来軍用車両であるという認識で間違いはない。このあたりは、米国のジープやハマー、ハンヴィー等と同様の経緯の車両と考えて良い。
そして最大の特徴であり、世界で本車が人気である最大の理由でもあるBMW-R75型の設計の流れをくむ「2輪駆動型」のサイドカーを主力製品としていることである。サイドカーとは元々3輪車両でありながら、その重心がバイク側に偏っており、本来お世辞にも操縦性能の良い乗り物とはいえない（この件については「サイドカー」の項目を参照のこと）。それを元々軍用サイドカーとして不整地性能向上のために使用された2輪駆動機構をそのまま製品に採用し、1輪駆動型のサイドカーで不都合のあった操縦性能を劇的に解消したことが本車を世界で有名にする要因ともなった。そしてその車体も軍用車両の伝統を引き継ぎ、そのほとんどの車体素材を鋼鉄製としているため、バイクとしてはまれに見る屈強、頑丈さを誇る。現在、民生品としてのバイクで、前後フェンダーやタンク、側車駆動シャフト等に防弾性能のあるバイクは本車ぐらいである。

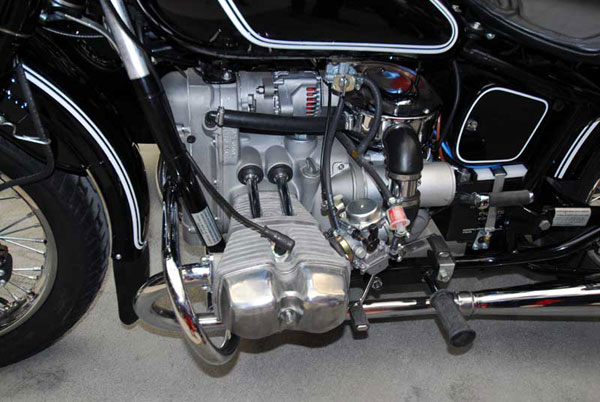
近年のウラル750cc水平対向空冷エンジン OHV方式

しかし、エンジン周りやフレーム構造については、現在もなお、BMW-R71の系統である“戦後”に製造されたBMW-R75/5やBMW-R50をほぼコピー、エンジン自体は、それらを改良した水平二気筒エンジンを基本設計として採用しており、それ以外のエンジン設計を採用したことは一度もない。電気系も、日本などの先進国ではもう使われていないようなスティックヒューズを採用していたり、これだけ屈強な車体性能を持ちながら、防錆処理に難があったり、タイヤはいまだにチューブ式であるなどの点を残す。また、エンジンを始動する際は古い形態のバイク独特のチョークやキック、ガソリンコックにスロットルの操作、エンジン回転に気を使うなどしなければならず、極めて玄人志向の強いバイクで、そういう点ではIMZ社自身は日本のホンダやカワサキのような先鋭的な誰でも容易に乗れるようなバイクを製造する民間オートバイメーカーとはいえず、こういうところで国営の軍需工場で作った軍用車両という名残を見せている。ただ、ウラルの新鋭技術を投入した全面的な近代化も将来的には否定できず、スヴェルドロフスク州産業エネルギー科学省機械製作・国防産業部長アレクサンドル・マカロフは、2006年11月、日本のホンダ・スズキなどのオートバイの委託製造をIMZ社で行うことに意欲を見せており、もしこれらの案件が現実になった場合、これらで得た技術が将来的にウラル、またはその後継車種に反映されることも否定できない。

### 日本の法規における扱い
- パートタイム二輪駆動(750cc)、フルタイム二輪駆動(650cc)

単車単独での走行が不可能な構造であるため、1999年7月16日以降に新規登録された車両は、日本の道路運送車両法では「側車付自動二輪」扱いとなり、二輪の小型自動車と同等の課税が適用される。一方、道路交通法では、側車を外した場合には運転することができないものは「普通自動車」として扱われるため、普通自動車を運転できる免許で運転でき、大型二輪免許では運転できない。1999年7月15日以前に新規登録された、ウラル650cc型の車両は「三輪幌付自動車」の「軽自動車」として扱われ、車検上は三輪幌付自動車、税金は軽自動車、免許は普通免許となっている。
パートタイム2WD型も、1WDと2WDを切り替えることができるが、単車として走行させるためにはどっちにしろ諸々のパートタイム2WD機能の部品交換を行わなければならない。従って単純に側車を切り離せば単車走行できるというものでもないため、パートタイム2WD型においても普通自動車免許が必要になる（これは、他のパートタイム2WD型サイドカーであるBMW-R75等も同様である）。
- 一輪駆動

大型二輪免許で運転できる。

### メンテナンス上の注意
2004年以前のモデルで、以下の注意事項が報告されている。なお、2005年以降のモデルでは、これらの注意点は大幅に改善されている箇所もある。
- 650ccフルタイム2輪駆動モデルは現在製造中止されているのは前記のとおりであるが、フルタイム用ディファレンシャルギアパーツも製造中止になっており、仮に本パーツが破損した場合、現在では各代理店の在庫か、廃車からの流用、ショップの自前カスタム品などに頼るしかない。現在、これらの対応が出来ない場合で修理をすると、本部品を使用する部分のみ、アッセンブリーパーツ交換（一式部品交換）でパートタイム2輪駆動に駆動方式が変更されるので留意する必要がある（パートタイム2輪駆動になっても、運転免許区分は普通自動車免許以上の四輪自動車免許であることには変わりがない）
- 使用するガソリンは、日本においては一般的なレギュラーガソリンが良いとされている。一般的にこの手の古い構造のエンジンはハイオクガソリンが良しとされているが、確かにハイオクでも問題はないのであるが、当時のロシアにあったような質の悪いガソリンでも稼働するように軍用バイク独特の低い圧縮比でエンジンを動かすように設計されているため、添加物の多い現在のハイオクガソリンを入れると、カーボンなどが付着し、エンジンの保ちが短くなるという理由から、レギュラーガソリンが良いと言われている。
- 使用するエンジンオイルも同様で、現在では古い構造の空冷エンジンであるため、ロシア製という材質と設計上の品質と、旧型エンジンからくるシリンダークリアランスとのバランスの関係上、シングルグレードSAE50や15W〜20W-50グレードのような硬めの鉱物系エンジンオイルが最適とされている。
- 点火プラグはNGK社の型番BP7HSかBP8HSが最適とされている（マニュアルではBP8HSが標準であるが、日本のオーナーの間では若干熱価の低いBP7HSを使用するのが良いと言われている）。
- ヘッドランプの交換の際、ロシア製の標準ランプと小糸製作所製のハロゲンランプが用意されている。日本で使用する際、ロシア製のランプで交換をすると、ロシア仕様右側通行用の光線を照射するものもあり車検通過に難が出る場合がある。小糸製を使うと問題もなく、ハロゲンランプのため、大変明るい輝度を得ることができる。ただし、小糸製ランプは平面ランプなので、レトロ感を保持したいユーザーは好んでロシア製の曲面ランプを使用することもあることに留意。
- 標準装備されているロシア製タイヤチューブは、エアバルブ部分（空気注入口）がチューブ本体とゴムで一体になっており、空気圧が低くなるとチューブがタイヤの中で空転を起こし、ホイールリム（ホイールからエアバルブを出す口）の角でエアバルブを切断させてしまい、走行中にバーストを起こすという不備がある。従って早期に日本製タイヤチューブに交換することが推奨されている。また、タイヤ自体もロシア製タイヤの場合ゴムの性質が日本製よりも劣るため、磨耗が激しく長距離走行には向かないので、これも日本製タイヤに交換することが推奨されている（2008年モデル以降は改良されている）。日本製タイヤで互換性があるものとして、ダンロップ社の型番「TT100」が一般的である。

## IMZ社
本車を製造するIMZ社（現ウラルモト社）（英: Irbitskiy Mototsikletniy Zavod、露: Ирбитский мотоциклетный завод）は、ロシア連邦ウラル連邦管区スヴェルドロフスク州イルビト市に拠を置く大型オートバイメーカーであり、その主力商品「ウラル」の製造元として知られている。世界でおそらく唯一、その主力商品がサイドカーという珍しいオートバイメーカーで、 近年日本国内でも有名になっている外国車メーカーである。現在本企業は、旧共産国のメーカであるにもかかわらず、2007年現在のロシアの好景気も重なって、積極的に世界営業戦略を展開している。本項で詳述するウラルサイドカーは日本でも販売されており、新車を容易に入手可能。2007年12月に、総代理店ウラルモト社日本法人「ウラルジャパン株式会社（下記リンク参照）」が設立された。欧米では「コサックバイク」の俗称で呼ばれている。

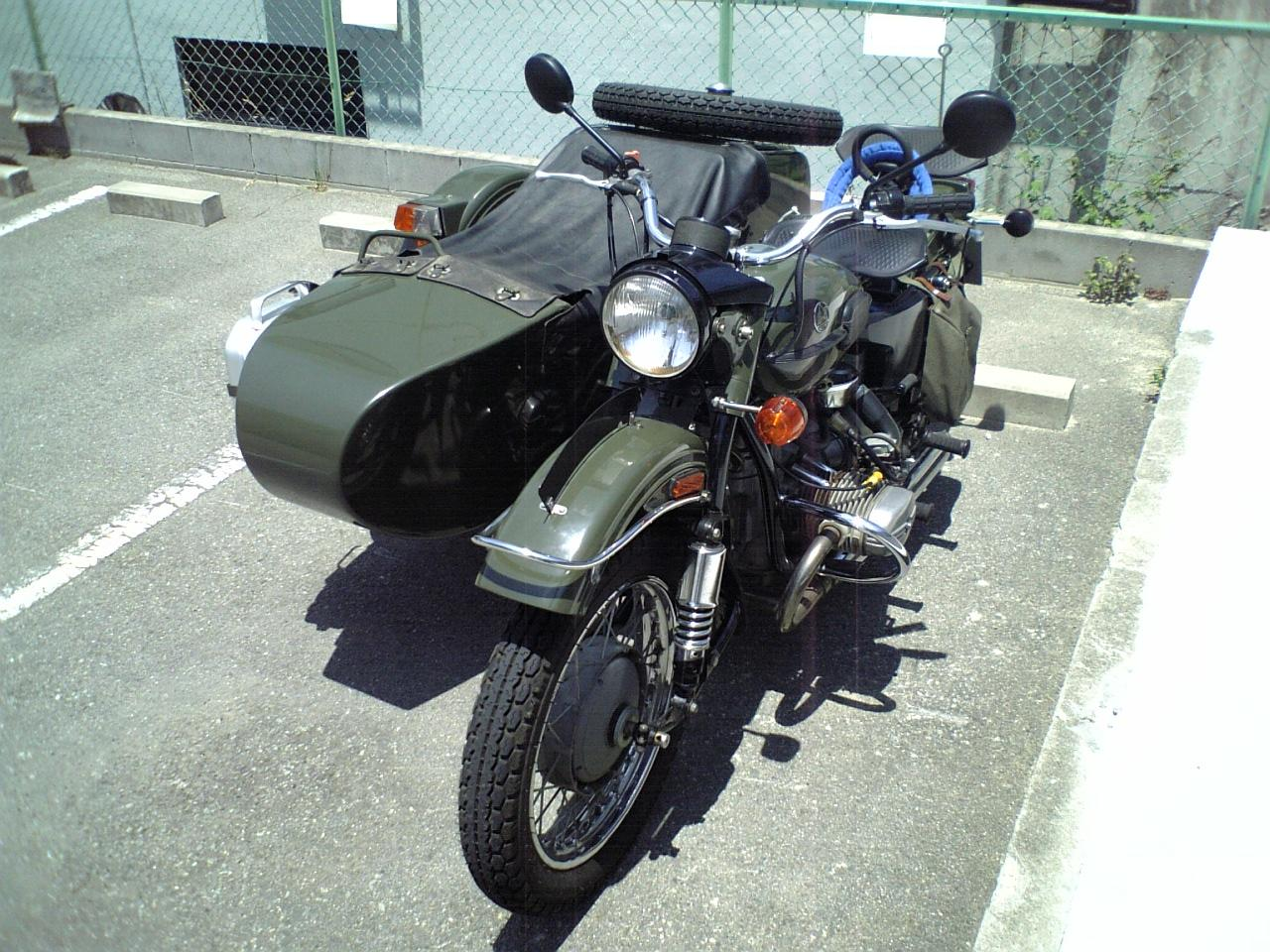
ウラルサイドカー・スポーツマン650cc日本仕様（販売：サクマエンジニアリング） 1999年製

## 歴史

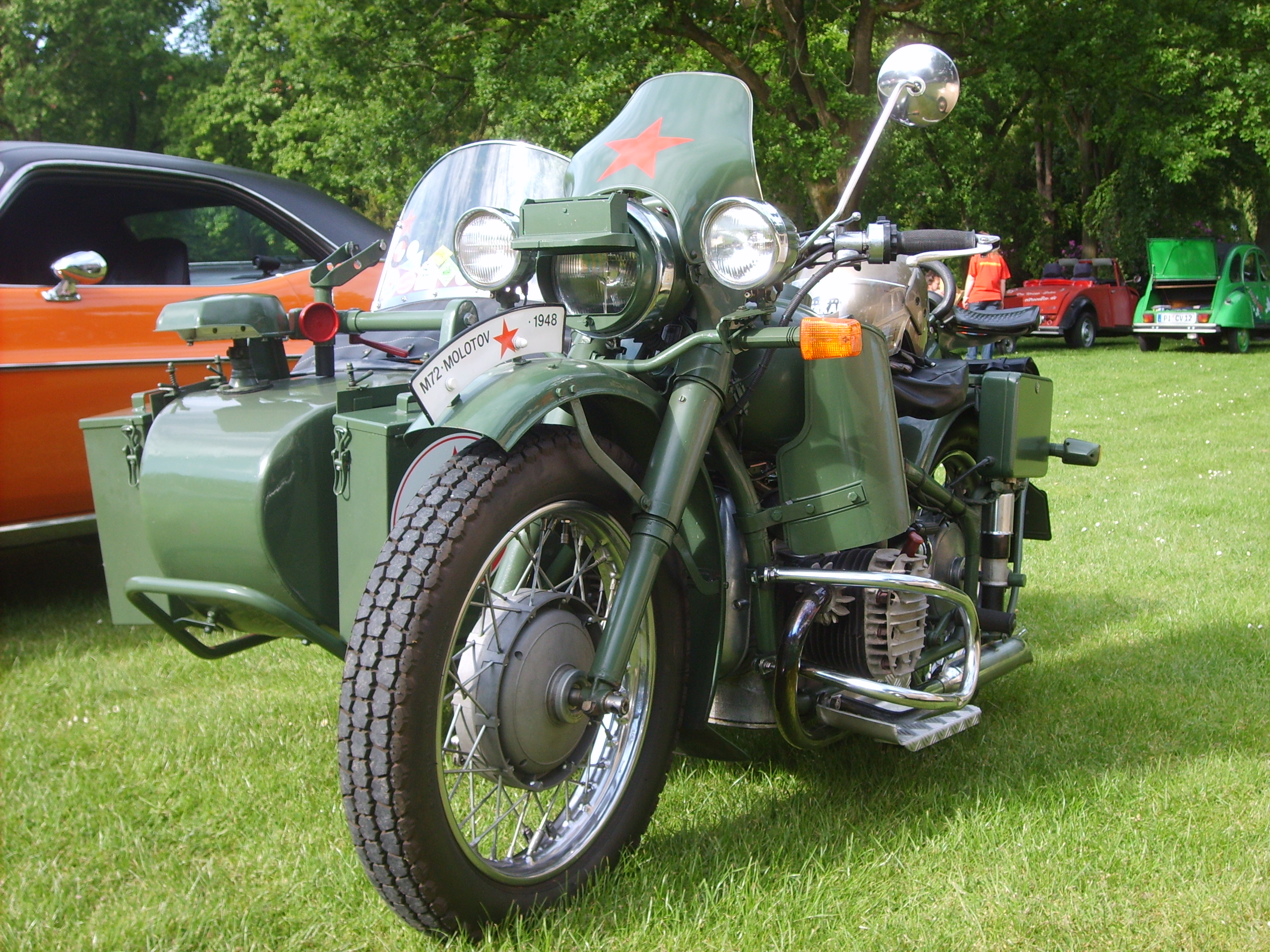
IMZ-M72 1948年製（写真は、オーナー独自にカスタマイズされている） BMW-R71のフルコピーサイドカー。現在のウラルシリーズの祖となるモデル。
[https://www.youtube.com/watch?v=aohH_THRgGM&feature=related 赤の広場をパレードするIMZ-M72（YouTube）

ウラル・サイドカーの歴史は、そのままIMZ社の歴史でもあるといっても過言ではない。そしてその歴史は第二次世界大戦に端を発する。
当時、ナチス・ドイツと対峙していた、スターリン率いるソビエト連邦は、ドイツの電撃作戦を目の当たりにし、自国の機甲軍団装備の劣勢を悟っていた。特に当時のソ連では軽車両のエンジン設計技術でドイツよりも数段劣っており、ドイツ機甲師団のような戦車などの大型戦闘車両に随伴できる軽車両は非常に少なかった。特に1939年第一次ソ・フィン戦争（冬戦争）によって、その機動力の強化を痛感し、斥候任務や士官移動用に性能の良いオートバイを求めるようになった。そして当時連合国で同盟国であったアメリカ合衆国・ハーレーダビッドソンがR71を解析したXA型バイクを少数製造したが、ハーレー社がV型エンジン開発に力を注いだため、水平型エンジンバイクの支援を待ち望んだソ連はそれをあきらめ、独自開発を行う事になった。しかし前記のとおり、当時のソ連の軽車両エンジンは旧式で、オートバイ用エンジンもその例に漏れず、TIZ-AM-600型やPMZ-A-750型、ИЖ（IZH・現イズマッシュ。カラシニコフ小銃のメーカー）シリーズというソ連独自のオートバイも存在したが、時の時流のオートバイ設計に比べれば全くの旧式で、後継バイクの開発に苦慮していたが、スウェーデン人内通者によってBMW-R71型の設計図と車両本体がソ連にもたらされ、この車両と設計図を解析し、BMW-R71のまったくのコピーともいえるIMZ-M72を製造することになる。元々BMW-R71自体の基本設計が非常に優秀で、それをコピーしたIMZ-M72も非常に使い勝手がよく、大戦を通じてソ連軍の主力バイク。特にサイドカーとして製造された。大戦後、ソ連は当時のドイツ軍のオートバイ製造関連施設や資料、技術を接収することができ、完全な形で当時のドイツの主力車種、BMW-R75等のBMWシリーズ製造技術を入手することになる。このドイツの関連施設の接収と技術の吸収において、特に側車側の車輪も駆動させるBMW-R75型独特の2輪駆動型サイドカーの製造技術が、現在の形の「ウラル」そして、ウラルの対抗車種「ドニエプル」製造の基礎になるのである（2輪駆動機構のシステムでは、ウラルよりもドニエプルの方が、R75型に近い設計と言われている）
本車が「ウラル」の名を称するきっかけも第二次世界大戦にある。ドイツが1941年のバルバロッサ作戦発動により、ソ連を奇襲した際、緒戦で逼迫した戦況にあったソ連は、当時モスクワ近郊にあったM72を製造する工場である「モスクワオートバイ工廠 MMZ」（ММЗ：英:Moskovskiy Mototsikletniy Zavod 露:Московский Мотоциклетний Завод）と、その関連施設に爆撃されることを恐れ、急遽ウラル山脈東方のスヴェルドロフスク州イルビト市にその拠点を移し、終戦まで製造を続けた。このイルビトに、この工場を移転したのが、現在のIMZ社の名前の由来となり、その後のサイドカー「ウラル」の名称も、隣接するウラル山脈からとられることになった（Ирбитский мотоциклетный заводを日本語に訳すと、「イルビトオートバイ工廠」になる。ソ連時代は、こういった工廠の名称を単純に地方名で表すことが多い）。ソ連がBMW-R71をコピーするにいたった経緯には、複数の説があり、ソ連のスパイがBMW-R71の青写真と、車両を盗んだという説、ドイツが、独ソ不可侵条約下で、ドイツ軍がBMW-R75が主力になったので、R71をソ連に販売したという説など、諸説ある。IMZ社は、スウェーデン人仲介説をそのサイトで説明している。なお、戦時中は、交戦する互いの国の著作権や特許等の知的財産権は停止、無効とされるので、このようなコピーバイクを製造しても戦後に権利使用料支払いの訴訟などを起こすことはできない。

## モデル一覧
現在、ウラルサイドカーは、排気量650ccの車両と、750ccの車両がある。650cc型フルタイム2輪駆動モデルは、2007年現在製造が中止されており、事実上の製品は750ccモデルのみとなっている。

### ウラル・M6xシリーズ

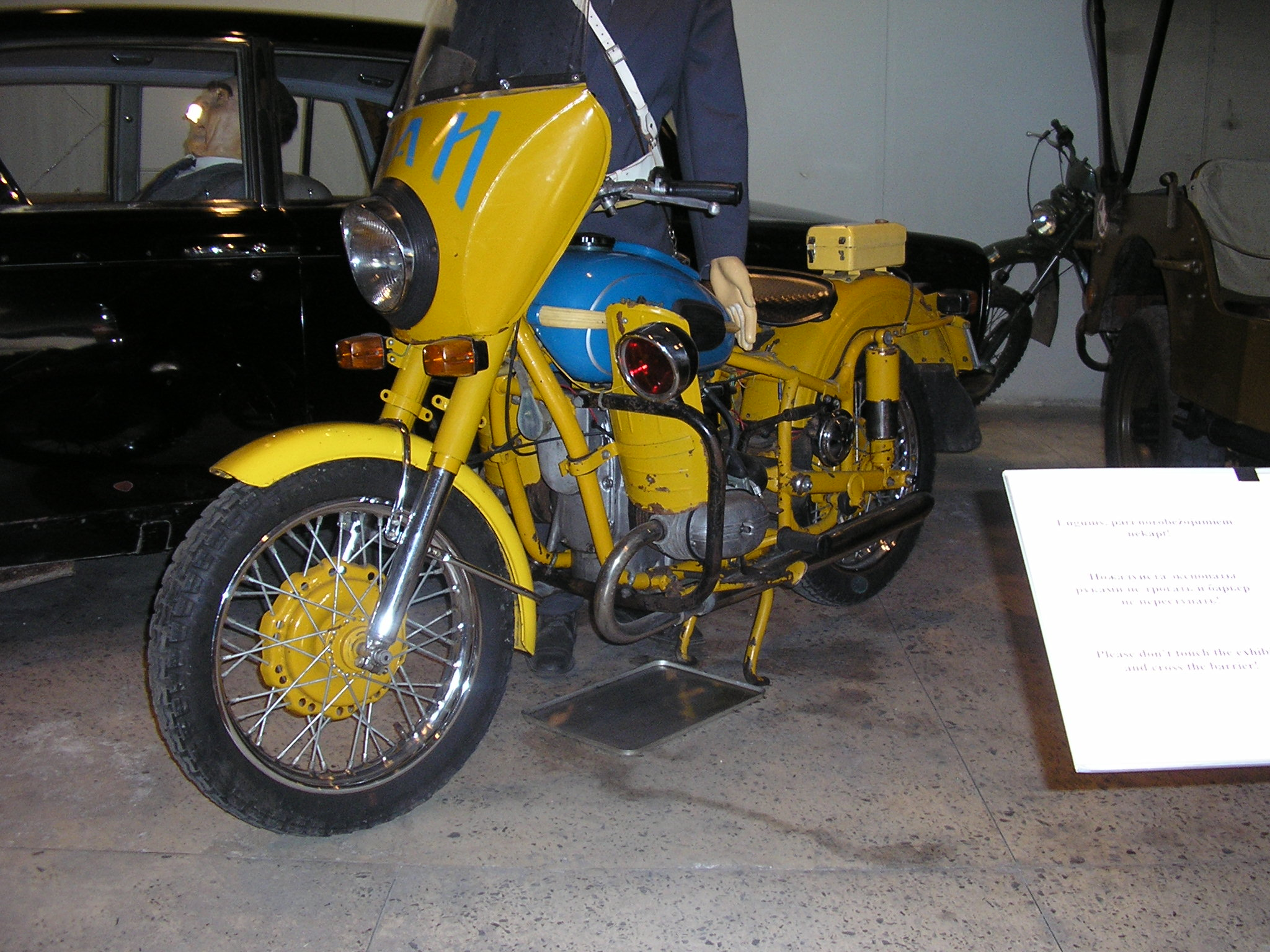
ウラル・M63 ソロタイプ

ソ連時代の戦後ウラルを代表するシリーズ。M72で培った技術を反映し、戦後BMWのR50等を参考にしたようなモデルである。特にM62、M63、M66型は、IMZ-M72の面影を残すタンクから後輪サスペンションまで斜め下に延びる古い形態のフレームを採用しており、そのレトロ感からいまだにこのタイプを欲するウラルファンも多い。そしてM67型が、現在のウラルシリーズであるIMZ・8.xxx型の原点となっている。下記に記す「ウラル・レトロ」は、多くのレトロウラルファンのニーズを反映した本シリーズの「デザイン復刻版」と言うことができる。

### ウラル・スポーツマン650cc

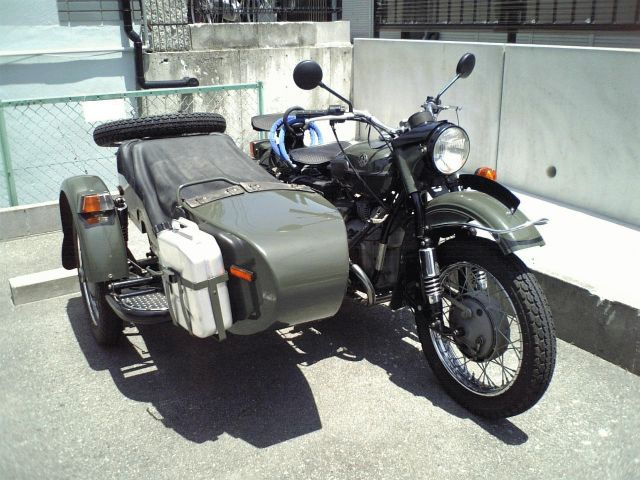
ウラル・スポーツマン650cc

ソ連崩壊後、1990年代の民主化したロシア連邦でのIMZ社初の世界戦略商品。名前こそ「スポーツマン」となってはいるが、サドル型シートや、高さの高いオフロード向けフェンダー、前方バンパー、そして何よりフルタイム型の2輪駆動を標準採用しているなど、軍用サイドカーの設計をそのまま踏襲している。そしてこのモデルよりBMW-R60などに採用されていた、サイドカーに最も適しているといわれているフロントフォーク形式である「アールズフォーク」方式を標準で採用、運転性能の向上に一役買っている。本モデルは現在製造中止。ディファレンシャルギア搭載のフルタイム2輪駆動を採用した非常に珍しいモデルでもあった。製造中止の理由は、ディファレンシャルギアの機構を採用すると、コストが高くなるためといわれている。（スポーツマンの名称は、日本のみ。他国では、同様の仕様のタイプが別の名称で扱われている）普通自動車免許対象車

### ウラル・パトロール750cc

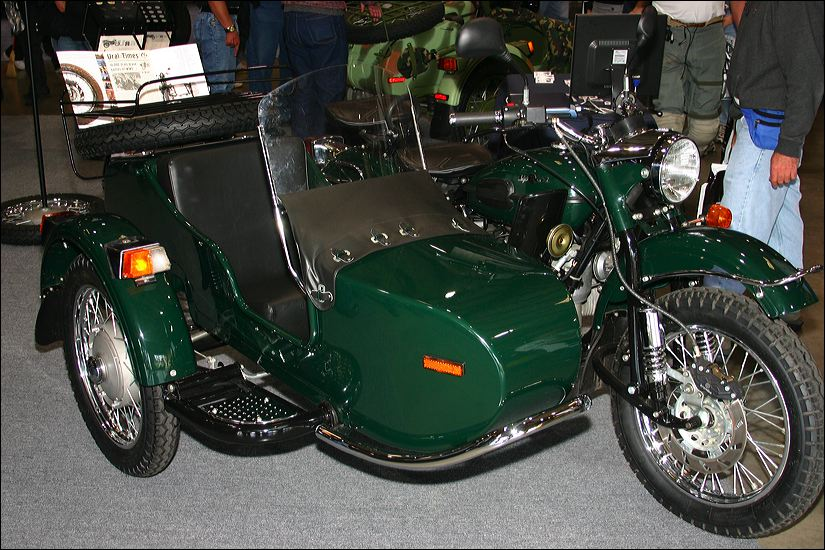
ウラル・パトロール750cc

- 写真ウラル・パトロール750cc

ウラルのフレームに750ccの水平対向二気筒エンジンを搭載した新型モデル。その塗装やデザインシルエット、サドルシートを採用するなど、警察が使用するモデルをイメージさせる。本モデルより、フルタイム2輪駆動から、パートタイム2輪駆動を採用している。真っ白な「国連軍カラー」の物もある。普通自動車免許対象車
- 『パートタイム2輪駆動』とは、1輪駆動と2輪駆動を切り替えることができる方式である。パートタイム2輪駆動は、コーナリング時のディファレンシャルギアによる回転差が生じないため、舗装道路での旋回操縦性能はフルタイム2輪駆動に劣り、不整地での走行性能は、両輪が同じトルクを発揮できる点でフルタイム式に勝る。ただし、舗装道路でのパートタイム式の2輪駆動走行は、ディファレンシャルギアが装着されていないが故に、タイヤへの接地摩擦力が非常に強くなるので、ハンドルを曲げても曲がりにくくなったり、駆動機構やタイヤを破損させる危険性があるため絶対にしないほうが良い。

### ウラル・ギアアップ750cc

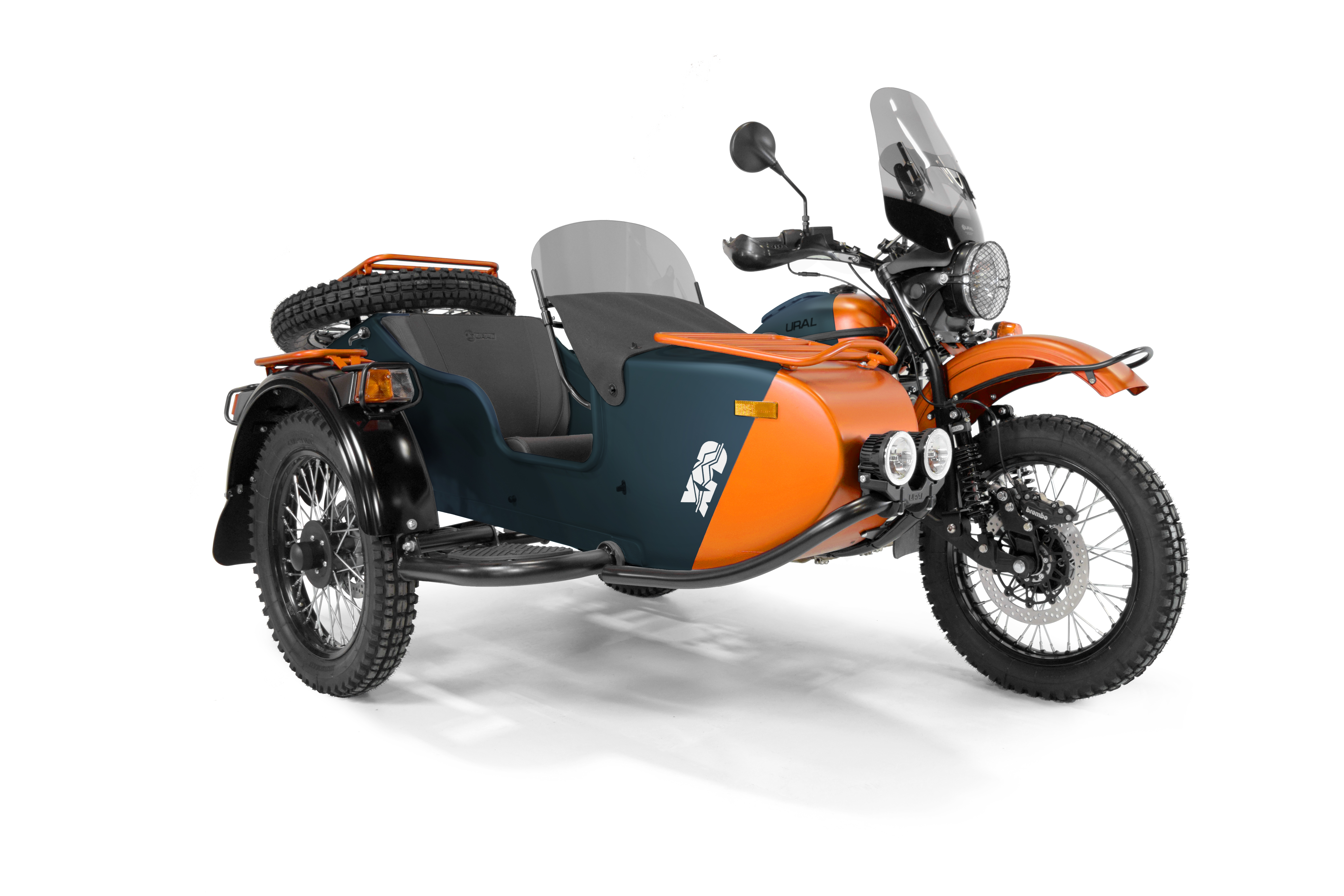
ウラル・ギアアップエクスペディション

アウトドア使用を意識した、純軍用型をイメージしたモデル。無論パートタイム2輪駆動とサドルシートを採用したモデルもある。それ以上に、完全迷彩色で塗装され、何に使うのか使途不明なPK (機関銃)を備えつけられる銃架を標準装備しており、サーチライトをイメージしたサブライト、迷彩色のシートカバーやトノカバー、側車側面にショベルを装備するなど、かなりマニアックなモデルもある。「AK-47が似合います」といったかなり強烈な宣伝コピーを持って販売されている。姉妹品にオレンジ色の迷彩を持つ、荒地迷彩タイプの物もある。普通自動車免許対象車
- ウラル・ギアアップデモンストレーション動画（YouTubeより）

#### ウラル・ギアアップBASE

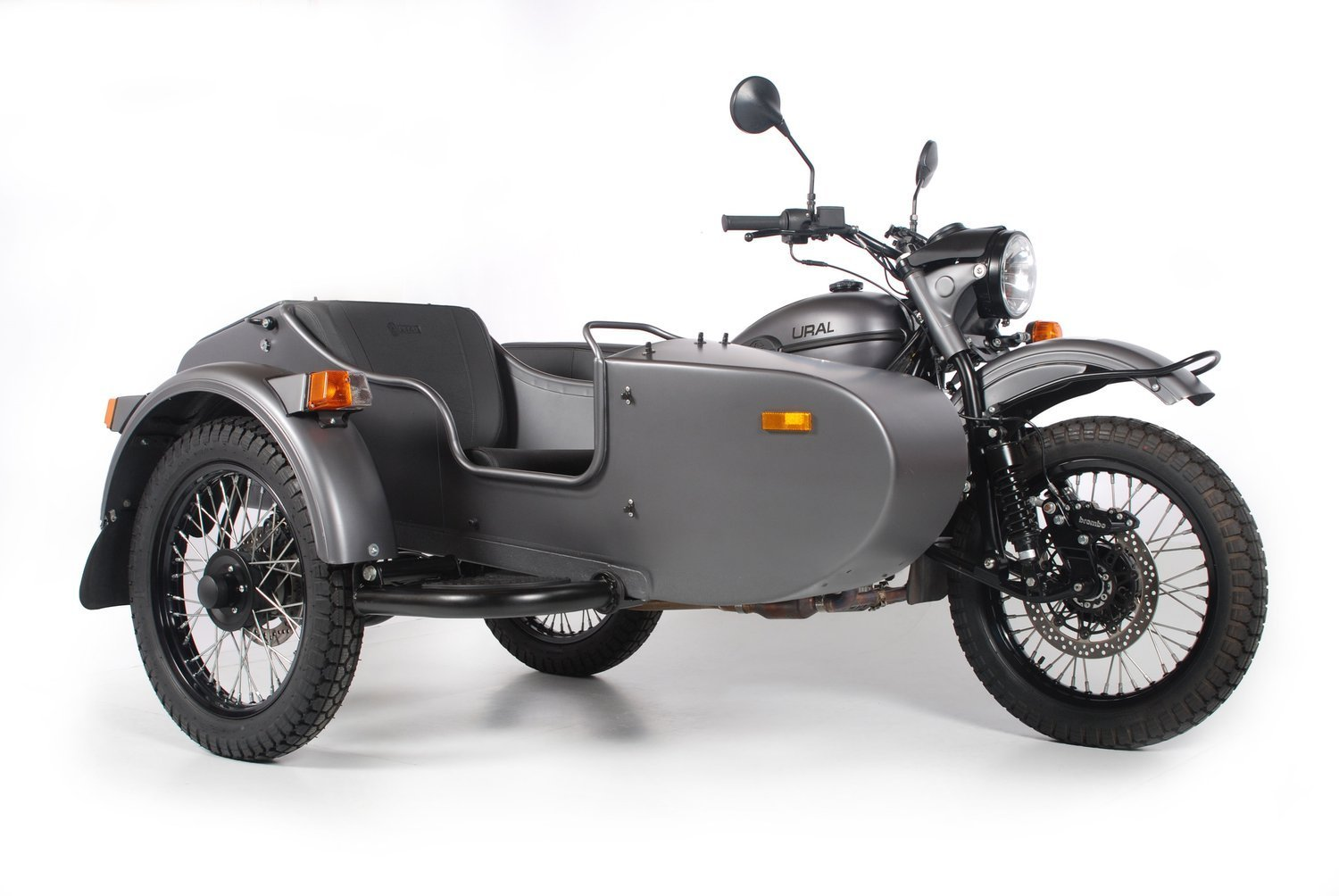
ウラル・ギアアップBASE

ギアアップの2023年モデルに追加された。スペアタイヤやサイドカーのフォグランプをはじめとする標準装備のアクセサリーを取り除き、カスタマイズベースとして用意された。

### ウラル・ツーリスト750cc：ツーリストLX750cc
- 写真・ツーリスト
- 写真・ツーリストLX

ウラルサイドカーの廉価版ともいえるモデルで、一般家庭でのセカンドカー使用を意識したモデル。ツーリストが赤色で、LXはメタリックブルーとシルバーのツートンカラーである。いわゆる上記二機種のようなマニアックなモデルではなく、いたって一般的な層への販売を目的としたモデルで、現在普通に見られるロングシートを採用し、駆動も1輪駆動で一般的なサイドカーを意識して作られている。大型自動二輪免許対象車

### ウラル・レトロ750cc

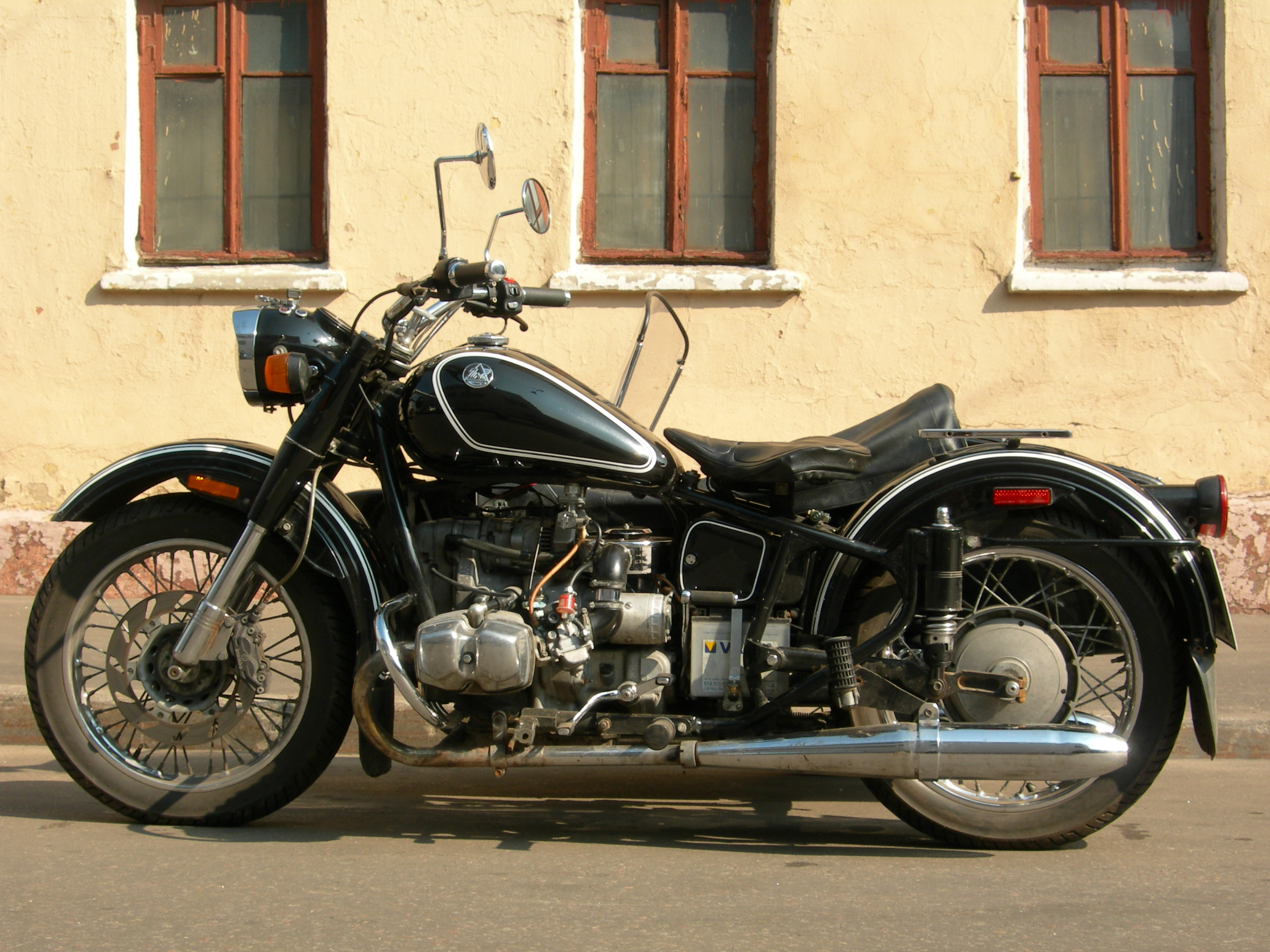
ウラル・レトロ750cc

- 写真ウラル・レトロ750cc

その名が示すとおり、レトロ感をイメージしたモデル。単車側のデザインが上記モデルと若干異なり、かつてのIMZ-M72や、M6x型を連想させるBMW-R71型のフレーム構造を模写しているようなデザインのモデルである。側車側も、背もたれが少し高く、ゆったりのれるような高級感のあるデザインになっている。1輪駆動。大型自動二輪免許対象車

### ウラル・ウルフ750cc
- 写真

標準単車モデル。ドラッグタイプのハンドルを採用し、フロントサスの長いアメリカンバイクをイメージしたモデルである。大型自動二輪免許対象車

### ウラル・サハラ750cc
- 写真

ウラル・サイドカー2WDモデルの2009年型最新車種。その名の通りサハラ砂漠での活躍をイメージさせるデザート色に身を包み、金属サイドボックスを側車に備えたアウトドア仕様のモデルである。2008年モデルより、ブレーキ、発電機、材質など、世界の有名パーツメーカー部品をふんだんに使用し、特に電装系は、日本のデンソー社製の物を使用するなど、車両の信頼性が格段に向上している。本モデルで先進国メーカーと同等の信頼性を持つ車種になったといっても良い。他、上記のパトロール・ギアアップ・レトロ・ウルフなどの各モデルも本サハラと同等の車両仕様になっており、他のモデルの信頼性も格段に向上している。普通自動車免許対象車

### ウラル・T 750cc
- 写真

2008年に始まった世界不況への対応から製造コストを下げ、不況下でも購入しやすいように工夫したモデル。「不況対策モデル」として2009年に発売された。予備タイヤ、本車後部サドルシート、側車風防など、使用頻度の低いパーツを廃止し1WDモデルとすることで、購入価格を抑えている。これによって非常にシンプルな、ウラル本来のクラシックデザインを強調する物になっている。大型自動二輪免許対象車

### ウラル・Solo sT 750cc
- 写真

2011年に発売された、ウラル・ウルフに続くソロタイプ。そのレトロデザインから、以前より側車を外した単車のみの車種がファンより熱烈に要望されていたため、その要望に答える形で販売されたモデル。大型自動二輪免許対象車

### ウラルサイドカー諸元
- 寸法=2580 x 1700 x 1100 mm
- シート高=785 mm
- 推奨最高速度=95Km/h
- 内燃機関=OHV方式 空冷4ストローク水平対向2気筒ガソリンエンジン
- 発電機=14V 55Amps / 770Watts
- 排気量=749cc・649cc
- 馬力=40hp(750cc) 37hp(650cc)
- 変速=前進4速・後退・駆動切替（750ccの2WDのみ）・シャフトドライブ方式
- タンク容量=19リットル＋内蔵予備タンク（オプション:外付け10リットル予備ジェリ缶）
- ブレーキ
  - 前後輪:IMZドラムブレーキ
  - 前輪:BREMBOディスクブレーキ（オプション）
  - 側車:IMZドラムブレーキ

## 系列・派生・類似車両

### 長江・CJ-750 M1

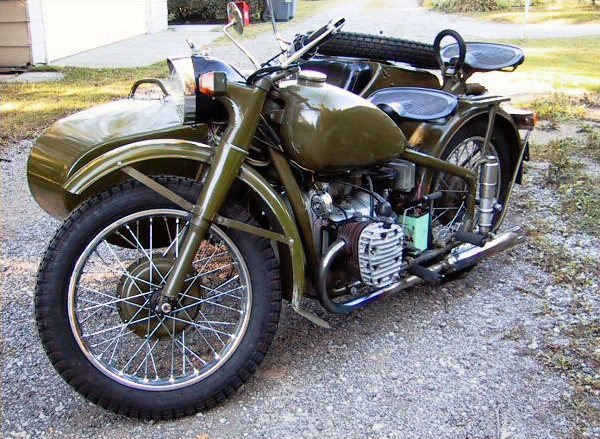
長江・CJ-750

中華人民共和国を代表する、長江モーターワークスのオートバイ・サイドカー。本車はよくIMZ-M72同様に、BMW-R71のコピーといわれているが、正確には、長江はIMZ-M72のコピーといった表現のほうが正しい。ただし、先述したとおり、IMZ-M72自体がBMW-R71のそのままのコピーバイクと言えるもので、結果的にこのバイクもBMW-R71のコピーといってもなんら問題はない。詳細は長江・CJ-750を参照の事。

### KMZ-DNEPR（ドニエプル）

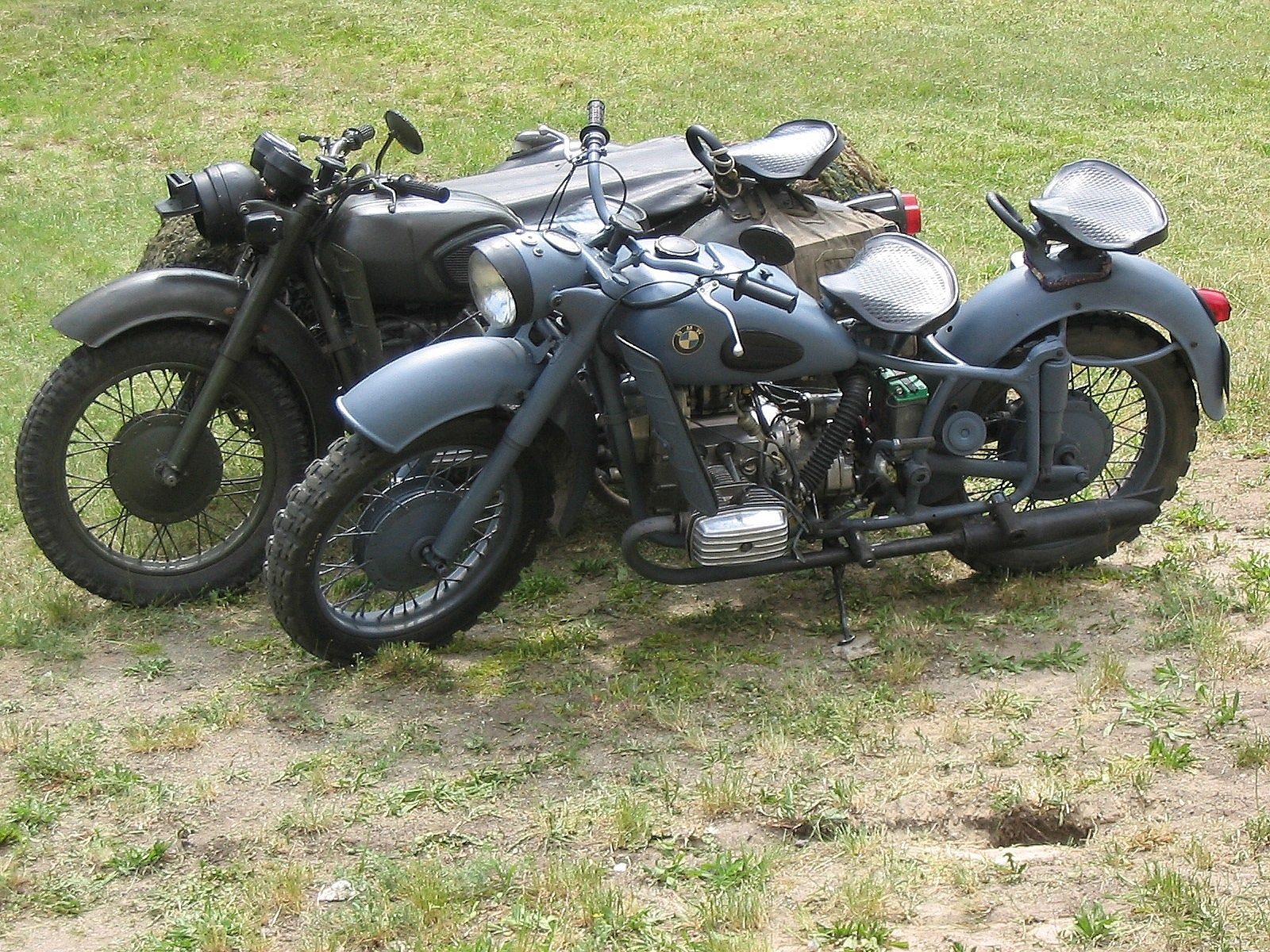
KMZ-ドニエプル：IMZ-M72の従兄弟のようなバイク。基本設計はM72と類似している

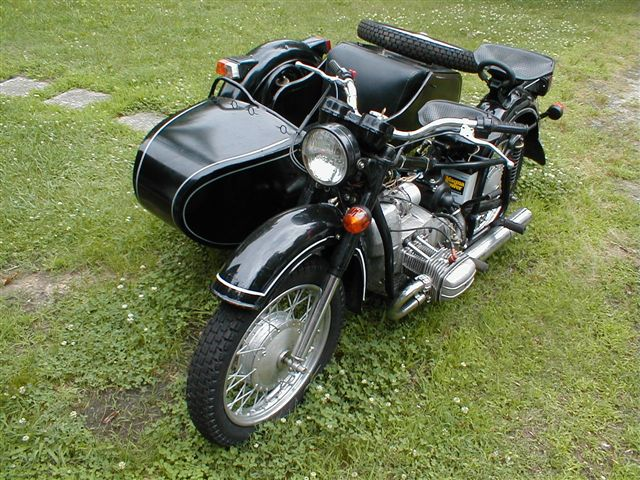
新型ドニエプル2輪駆動モデル。写真では何らかの理由で、燃料タンクが外されている

旧ソ連、現、独立ウクライナに存在する「キエフオートバイ工廠（英:Kievskiy Mototsikletniy Zavod, 露:Киевский Мотоциклетниий Завод, KMZ, КМЗ)」が製造しているBMW-R71のコピーバイクである。諸元は旧ソ連、社会主義体制時代に作られたモデルであるため、ウラルの従兄弟ともいうべきバイクで、デザインなどもソ連時代まではほとんど同じようなデザイン、規格であった。後にソ連が崩壊し、ウクライナが独立、KMZ社という民間会社として独立してからは独自路線のデザイン（といっても戦後のBMW-R50系統のコピーのようなデザインではあるが）機構を持つバイクを製造するようになった。KMZもウラル同様2輪駆動型のサイドカーを製造しているが、ウラルが側車に斜めに伸びたプロペラシャフトを使用した2輪駆動機構を使用しているのに対し、ドニエプルは車輪から側車まで垂直に伸びたベアリングシャフトを使用しているのが特徴である。この形式はBMW-R75型の2輪駆動により近い機構である（なお、現在のドニエプルは「ロシア製」ではなく「ウクライナ製」である）。
本車を製造するKMZ社は、あまり輸出に積極的でない。ウラルの場合、主な輸出元である北米やヨーロッパ先進国の厳しい排ガス規制をクリアさせる努力を行い、西側諸国に対し、旧共産国メーカーとしては異例の積極的代理店営業を展開しているが、KMZ社はどうも保守的で、この排ガス規制をクリアし、西側諸国に代理店営業を行う予定はないようである。現在現存するロシアやウクライナ以外の国のドニエプルは、旧共産圏諸国に輸出された残存中古バイクのレストア物を国際的に中古取引しているものか、KMZ社からの並行輸入物がほとんどのようである。日本においては一時期、1990年以前までは、ウラルよりこのドニエプルの方がよく日本に入ってきたようであるが、その後のウクライナの政局や、IMZ社の営業展開のせいもあり、最近では日本で目にする機会は非常にまれになった。元々マイナーなバイクでもあり、更には日本で本車を整備できるショップなどがほとんどないのもその理由であろう。

## 登場する作品
- メタルギアソリッド3（PS2ゲーム）

グロズニィグラード脱出時に使用。特徴的なガソリンタンクのデザインや、二輪駆動の表現で、それとわかる。プレイヤーは側車側から射撃戦を行える。その後、プレイヤーはヴォルギンが操縦するシャゴホッド相手にウラルに乗り、RPG-7を使用して、決戦を行う。
- インディ・ジョーンズ/最後の聖戦（映画）

ドイツ軍基地脱出時、インディが、父ヘンリー・ジョーンズと共にサイドカーで脱出する。その際使用されたサイドカーは、ドニエプルの単車をベースにウラルの側車、一部BMWの部品などを使った、非常に凝った造りの混成改造サイドカーである。
- プリズン・ブレイク（米国TVドラマ）

主人公の仲間が兄から借りたレトロバイクとして登場。劇中では「1952年の貴重なウラル、貸せるわけがないだろう」という意味合いの台詞が出てくるが、登場する実車は2000年以降の型の750ccパトロール系・ソロタイプであり、今持って当時のクラシックな外観を持つバイクであるということが分かる。
- トップ・シークレット（映画）

パロディ映画。ナチのような東ドイツ軍が使用。M6xシリーズにタンクの上にBMW-R75独特のエアクリーナー「のようなもの」を付けた程度の、BMW-R75風に改造している。
- 東京ゾンビ（映画）

ラスト近くで主人公がウラル・ギアアップを使用。本作品では、ロシア製サイドカーであることが語られていた。（この映画は、サクマエンジニアリングが車両協力）
- SHIROBAKO（アニメ）

劇中劇『えくそだすっ！』内で、主人公3名の逃走用にギアアップが使用された。